# Infrardeči vmesnik
Ínfrardeči vmésnik (ali IR-vmesnik; IR je angleška kratica za infra-red) je vmesnik, ki za brezžično komunikacijo na krajše razdalje uporablja infrardečo svetlobo. IR povezave so pogoste v prenosnikih in telefonskih aparatih. Poznamo počasnejšo in hitrejšo IR povezavo, ki se jo poimenuje tudi FIR (Fast IR - hitri infrardeči vmesnik) in ima najvišjo hitrost 4 Mbps. Povezava se najpogosteje uporablja za prenos kontaktov, melodij, slik ali krajših besedil.